# Maria Popescu
Mari(oar)a Popescu (Bucarest, 4 de setembre 1919 - Cantó del Valais, 3 de novembre de 2004) va ser víctima d'un error judicial suís.

## Vida abans de la detenció
Maria Popesco va néixer a Romania en un entorn ric, filla d'un pare magnat del petroli i d'una mare d'una antiga família romanesa. Es va casar, tot i l'oposició del seu pare, amb el fill de Stelian Popescu, antic ministre de Justícia de Carol II, una figura molt controvertida en el seu país i amo del periòdic Universul, el més important de Romania. Va arribar a Suïssa amb el seu marit el 1942 per a escapar dels conflictes i durant la Segona Guerra Mundial va viure a Suïssa.

## Acusació i detenció
El 1945 Popescu va ser detinguda a Ginebra, acusada de la intoxicació de la seva sogra, Lelia Popescu (que va morir el 26 de juny de 1945), i la seva empleada domèstica Lina Mory (que va morir el 25 de juliol de 1945), així com per temptativa d'assassinat del seu sogre. Condemnada el 21 de desembre de 1946 per la Cort Penal de Ginebra a cadena perpètua, Popescu va sortir de la presó de Rolle el 31 de gener 1957. Es tracta d'un dels casos judicials més espectaculars de Ginebra (juntament amb Sissi, Léon Nicole, Georges Oltramare, Pierre Jaccoud i Kathy Bates).
Popescu, que encara no havia fet els vint-i-sis anys, va defensar amb contundència la seva innocència. En dues ocasions va demanar revisió del seu cas. Les proves presentades en el segon examen, defensat pels experts Georges Brunschvig i Anton Gordonoff, van destruir un nombre de certeses de la culpabilitat decidides massa ràpidament durant el seu judici el 1945 i van acusar François Naville implicat d'arguments equivocats sobre la confusió entre Veronal i Quadronox. No obstant això, la revisió es va rebutjar en dues ocasions i va sacsejar bona part de l'opinió pública a la Suïssa en el moment. El 1957, després d'onze anys i mig de captivitat, la seva crida a la clemència va ser acceptada pel parlament de Ginebra.

## Vida després de la detenció
Des que va sortir de la presó, Maria Popescu mai es va apartar de la seva postura i va seguir a proclamant la seva innocència. El 1961 va publicar un llibre amb el títol Entre deux mercredis (Entre dos dimecres), que parla en gran part del seu cas però que també és un testimoniatge únic de l'estructura i les dures condicions de les presons suïsses de l'època. Va ser una contribució per a la reforma penitenciària a Suïssa, que va tenir lloc posteriorment, i va influir tal vegada també en la millora d'alguns mètodes judicials. María Popescu es va retirar i va adoptar un fill a Suïssa, aconseguint reintegrar-se en la vida social. Va morir el 2004 amb tota discreció.